# Liste der Monuments historiques in Leuchey
Die Liste der Monuments historiques in Leuchey führt die Monuments historiques in der französischen Gemeinde Leuchey auf.

## Liste der Objekte
| Bezeichnung                           | Beschreibung                                   | Standort                           | Kennzeichnung | Schutzstatus | Datum | Bild |
| ------------------------------------- | ---------------------------------------------- | ---------------------------------- | ------------- | ------------ | ----- | ---- |
| Skulptur Madonna mit Kind             | Holz, farbig gefasst, 18. Jahrhundert          | in der Kirche St-Barthélemy (Lage) | PM52000540    | Classé       | 1967  |      |
| Skulptur Heiliger Mauritius           | Holz, farbig gefasst, 16. oder 17. Jahrhundert | in der Kirche St-Barthélemy (Lage) | PM52000538    | Classé       | 1967  |      |
| Skulpturengruppe Unterweisung Mariens | Holz, farbig gefasst, 16. Jahrhundert          | in der Kirche St-Barthélemy (Lage) | PM52000539    | Classé       | 1967  |      |